# 캄페오나투 나시오날 페미니누
캄페오나투 나시오날 페미니누(포르투갈어: Campeonato Nacional Feminino)는 포르투갈의 최상위 여자 축구 리그이다. 1993년에 출범했으며, 현재 12개 클럽이 참가하고 있다. 후원 계약에 따라 공식적으로 리가 BPI(Liga BPI)로 부르고 있다.

## 진행 방식
캄페오나투 나시오날 드 푸테볼 페미니누는 홈 앤 어웨이 방식의 리그전으로 진행되며 한 팀당 22경기를 치른다. 순위 결정은 승점에 우선하여 이루어진다. 승점이 같으면 승자승 원칙이 우선으로 적용되고, 이것으로 순위를 가릴 수 없으면 전체 득점(득실차, 다득점)으로 순위를 가린다. 캄페오나투 나시오날 드 푸테볼 페미니누에서 가장 높은 성적을 기록한 1개 팀은 UEFA 여자 챔피언스리그 예선 라운드에 진출한다.
본 리그가 끝난 뒤 최종 순위가 가장 낮은 2개 팀은 2부 리그인 캄페오나투 나시오날 드 프로모상 페미니누(포르투갈어: Campeonato Nacional de Promoção de Futebol Feminino)로 강등되고, 2부 리그에서 최종 순위가 가장 높은 2개 팀은 본 리그로 승격된다. 또한 캄페오나투 나시오날 드 프로모상 페미니누의 남부 리그에서 가장 높은 성적을 기록한 1개 팀, 북부 리그에서 가장 높은 성적을 기록한 1개 팀은 캄페오나투 나시오날 드 푸테볼 페미니누로 승격된다.

## 2019-20 시즌 참가 팀
- GDC 아두스프랑쿠스 (G.D.C. A-dos-Francos) - 칼다스다하이냐
- 아틀레티쿠 오리엔스 (Atlético Ouriense) - 오렝
- CF 벤피카 (C.F. Benfica) - 리스본
- SL 벤피카 (S.L. Benfica) - 리스본
- SC 브라가 (S.C. Braga) - 브라가
- UR 카디마 (U.R. Cadima) - 칸타녜드
- 클루브 드 알베르가리아 (Clube de Albergaria) - 알베르가리아아벨랴
- GD 이스토릴 프라이아 (G.D. Estoril Praia) - 이스토릴
- CS 마리티무 (C.S. Marítimo) - 푼샬
- AD 오바렌스 (A.D. Ovarense) - 오바르
- 스포르팅 CP (Sporting CP) - 리스본
- 발라다르스 가이아 FC (Valadares Gaia F.C.) - 빌라노바드가이아